# Igreja da Colegiada de Santa Gertrudes

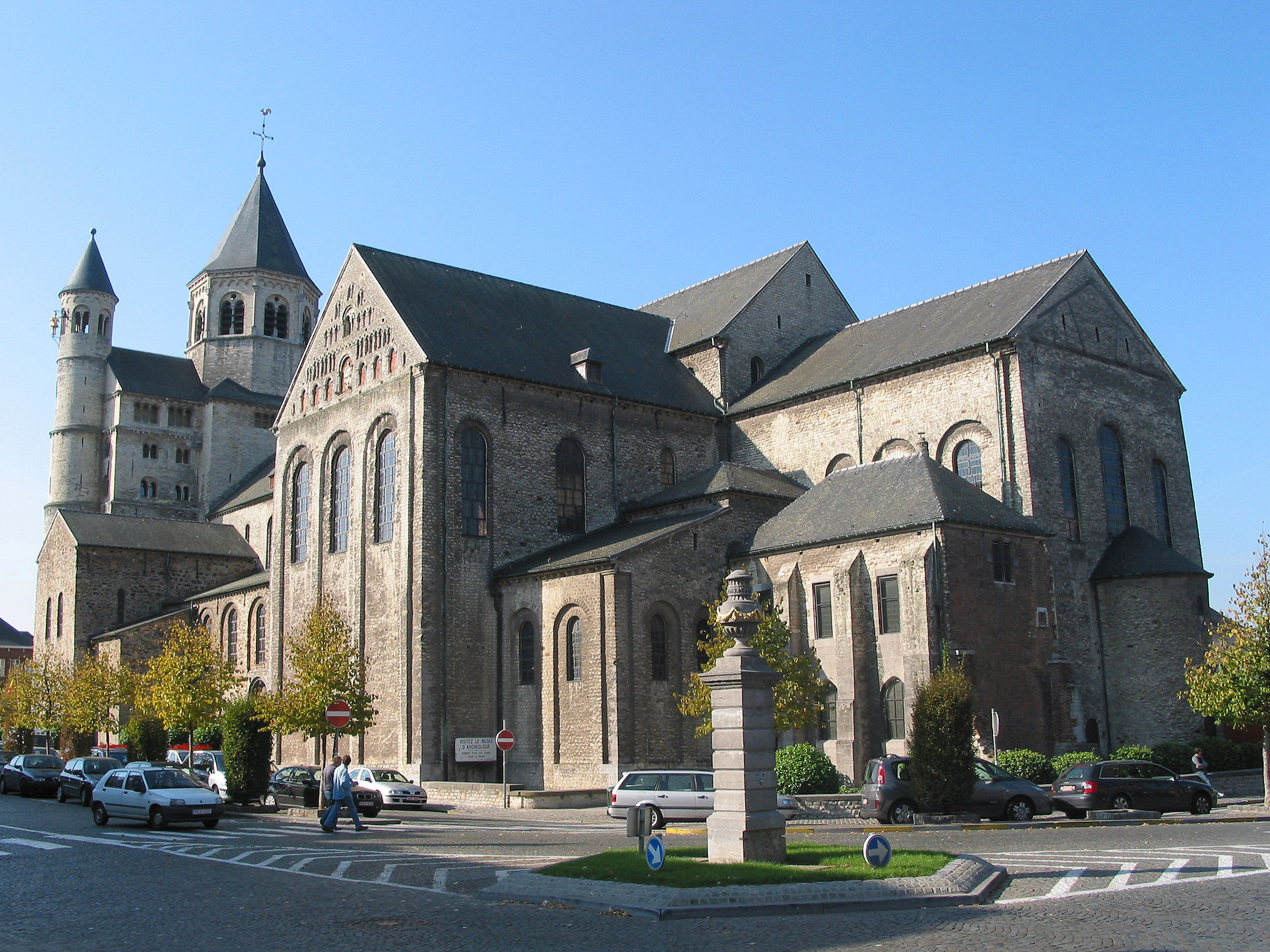
Igreja da Colegiada de Santa Gertrudes

A Igreja da Colegiada de Santa Gertrudes é uma igreja românica em Nivelles, Bélgica. Foi consagrada em presença de Henrique III, imperador do Sacro Império Romano-Germânico em 1046. É dedicada a Santa Gertrudes de Nivelles (626-659), primeira abadessa de Nivelles.
É uma das obras primas da arte mosana, e uma das maiores igrejas do mundo. A nave tem 102 m de comprimento.

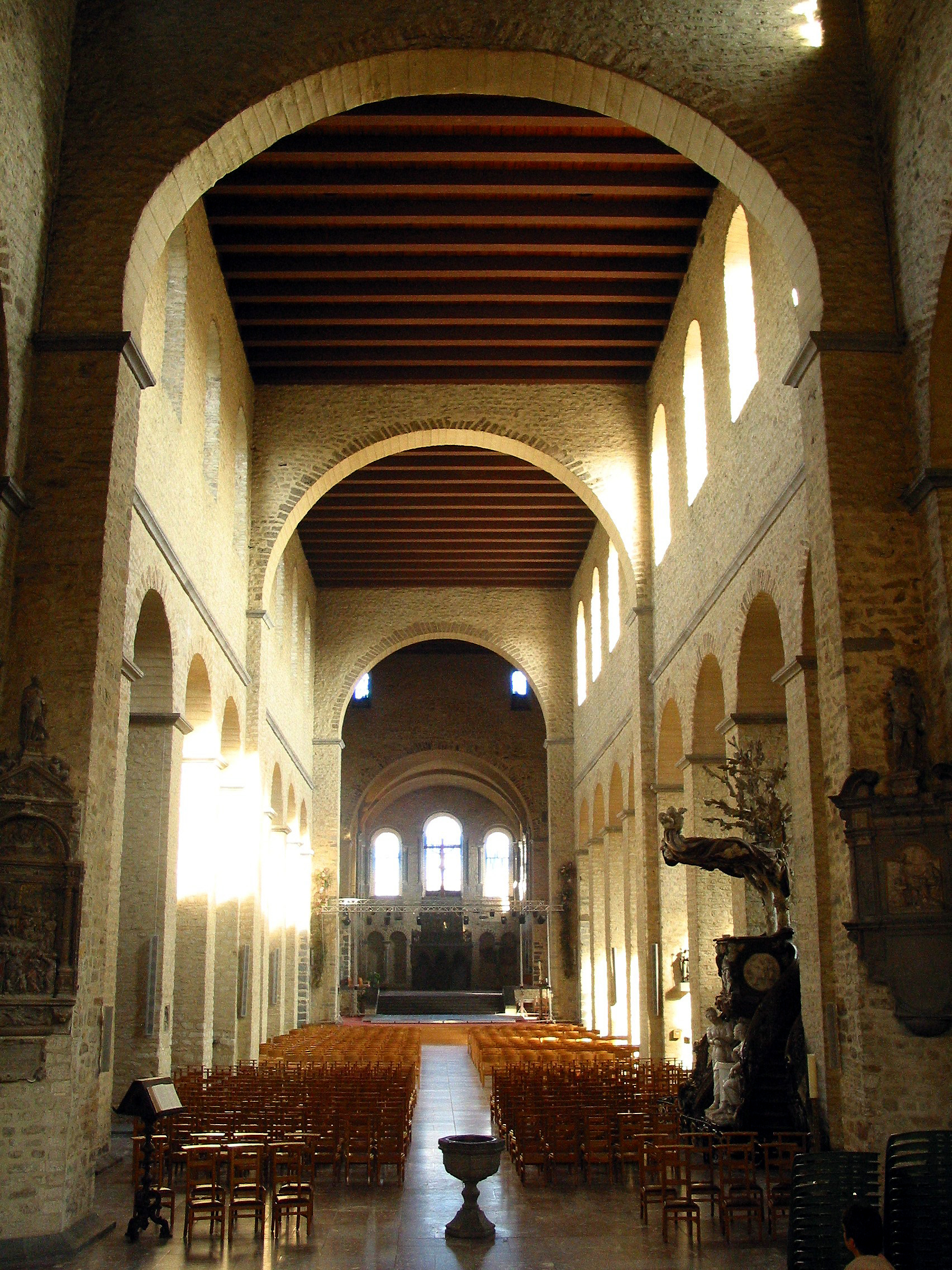
Nave da Igreja da Colegiada de Santa Gertrudes